# Оприщенко Анатолій Лаврентійович
Оприщенко Анатолій Лаврентійович (нар. 2 квітня 1924, селище Ольховчик, нині у складі міста Шахтарськ Донецької обл. ― пом. 5 жовтня 1998, Харків) ― український історик, педагог. Кандидат історичних наук (1964), доцент (1967), професор (1981), ректор Харківського державного інституту культури (1970—1989).

## Життєпис
Народився 2 квітня 1924 року у селищі Ольховчик Донецької області у сім'ї робітників. У 1925 році родина переїхала до Харкова. 1941 року евакуювався до Сталінграду, працював табельником на військовому заводі. У 1942 році став курсантом Харківського військового авіаційного училища штурманів, закінчив навчання у 1943 році. Проходив службу у військово-повітряних силах Чорноморського флоту у Севастополі у 1945 році. Командував відділенням, отримав звання капітана.
У 1950 році закінчив Всесоюзний юридичний заочний інститут у Москві. Протягом 1951—1961 років перебував на партійній роботі: працював пропагандистом райкому партії, інструктором, заступником завідувача відділу пропаганди та агітації Харківського обкому КП України.
У 1964 році закінчив Академію суспільних наук при ЦК КПРС та захистив кандидатську дисертацію «Историография социалистического соревнования рабочего класса СССР». Від 1964 року викладав у закладах вищої освіти Харкова, зокрема був завідувач кафедри історії КПРС, філософії і наукового комунізму Інституту громадського харчування.
Упродовж 1970—1989 років обіймав посаду ректора, у 1989—1998 роках — професор кафедри філософії та політології Харківського державного інституту культури. Був ініціатором створення факультету підвищення кваліфікації працівників культури України та Молдови. На початку 70-х років інститут почав підготовку фахівців бібліотечної справи для інших країн. Було побудовано гуртожиток для студентів на 640 місць, приміщення їдальні, облаштовані оркестрові та хорові класи, навчальний театр, лабораторії технічних засобів бібліотечної та культурно-просвітницької діяльності.
А. Л. Оприщенко нагороджений бойовими та трудовими медалями, грамотами Міністерства культури УРСР. У 1979 році отримав почесне звання Заслужений працівник вищої школи УРСР. Нагороджений Орденом Дружби народів у 1986 році.

## Основні праці
- Оприщенко А. Л. Историография социалистического соревнования рабочего класса СССР. ― Харьков: Вища шк.,1975. ― 160 с.

- Оприщенко А. Л., Кравець Г. А. Піввіковий рубіж ― наші здобутки і завдання // Бібліотекознавство і бібліогр.: респ. міжвід. наук.-метод. зб. / Харків. держ. ін-т культури. ― Харків, 1979. ― Вип. 19. ― С. 12–20.
- Харьковский государственный институт культуры 1929—1979 гг. / сост.: А. Л. Оприщенко, В. З. Фрадкин, Г. И. Чернявский, В. Н. Шейко. ― Харьков, 1979. ― 72 с.
- Оприщенко А. Л. О некоторых проблемах подготовки кадров культурно-просветительной работы // Научно-технический прогресс и вузы культуры: науч. метод. сб. / Киев. гос. консерватория им. П. И. Чайковского. ― Киев, 1986.― С. 105—111.